# Klystron

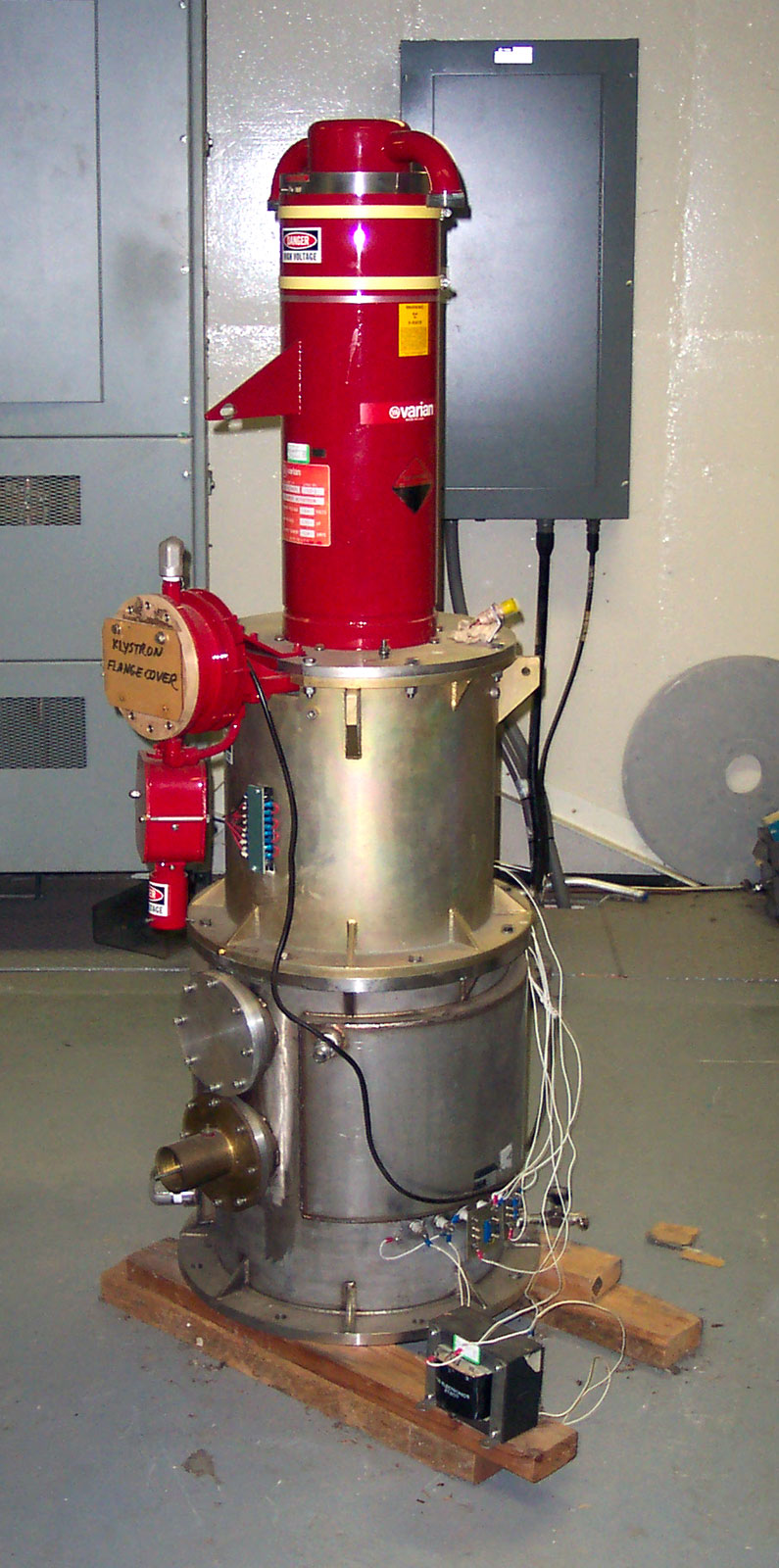
Klystron op het Canberra Deep Space Communications Complex

Een klystron is een elektronenbuis van het type inhaalbuis met twee of meer inwendige trilholten om microgolven met hoge vermogens te versterken of te genereren. De versterkingsfactor van klystrons kan hoog zijn, 60 dB (een miljoen) of meer, met uitgangsvermogen tot enkele tientallen megawatt, maar de bandbreedte is smal, meestal een paar procent, hoewel het in sommige apparaten tot 10% kan zijn. Een bijzondere uitvoering van dit type buis is de reflexklystron, die in het verleden veel als oscillator is toegepast in radar-ontvangers.

## Werking van een klystron met twee trilholtes
Dit type is ontworpen als versterker. Het hart van dit type klystron vormen twee trilholtes (ook wel resonators of caviteiten genoemd) die zijn afgestemd op de te versterken frequentie. Het te versterken signaal wordt toegevoerd aan de eerste trilholte en van de tweede trilholte kan het versterkte signaal afgenomen worden.

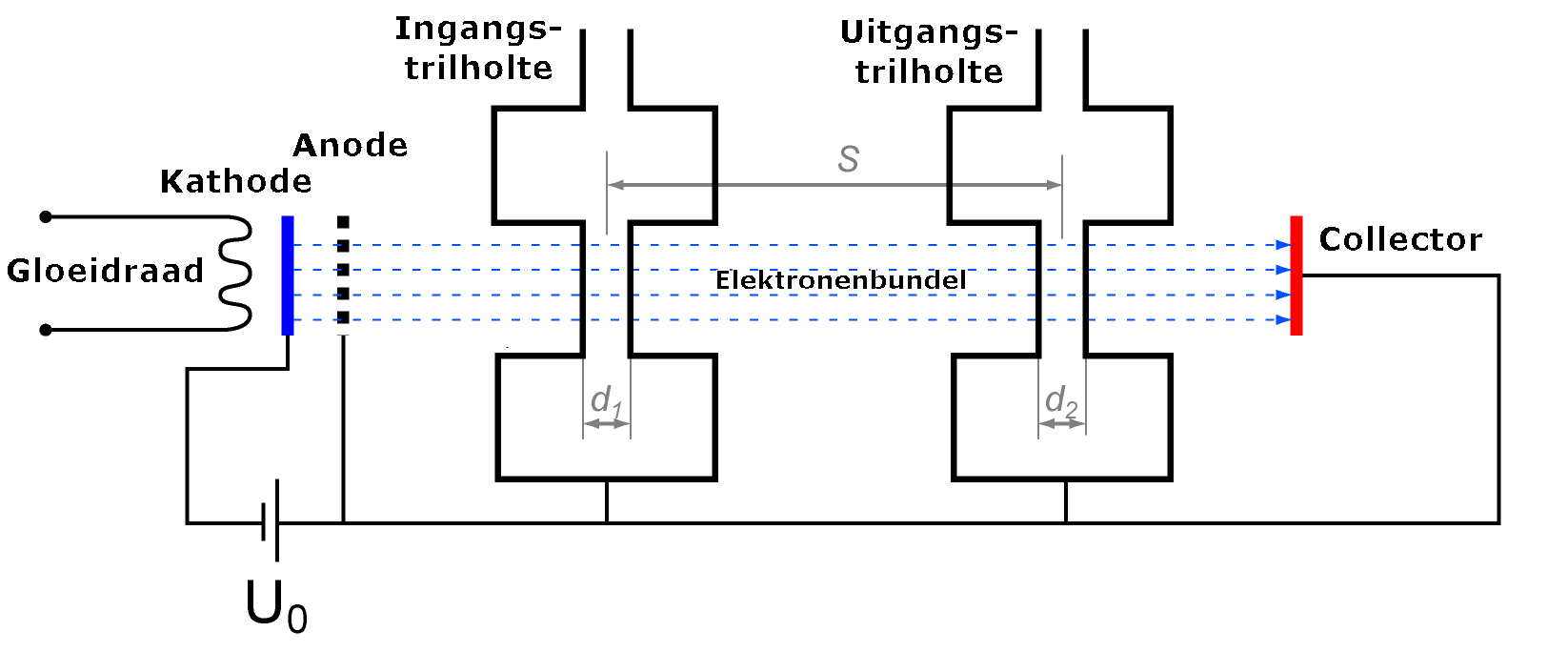
Werking van een klystron

Een elektronenkanon genereert een elektronenbundel die een doorboorde anode passeert. Hierna gaat de bundel eerst door de ingangstrilholte, die aan onder- en bovenzijde met een rooster is afgesloten. In resonantie ondervinden de elektronen tussen beide roosters binnen de trilholte een versnelling of vertraging, afhankelijk van de fase. De snellere elektronen halen de langzamere in en afhankelijk van het potentiaalverschil tussen anode en kathode treedt een groepering van elektronen op, die sterker wordt naarmate de bundel voortbeweegt. Op sommige plaatsen in de buis versterken de opeenhopingen elkaar doordat de elektronen van verschillende perioden in de tijd daar samenkomen. Wanneer de spanning goed is afgestemd zal dit gebeuren op de plaats waar de uitgangstrilholte zich bevindt. Ook deze trilholte heeft twee roosters waardoor de elektronenbundel kan passeren. Ten slotte worden de elektronen ingevangen door een laatste elektrode in de buis, die met collector wordt aangeduid. Het hoogfrequent signaal wordt in de trilholtes in- en uitgekoppeld door middel van lussen, die zijn aangesloten op coaxiale connectoren.
Om de versterking te vergroten kan tussen in- en uitgangstrilholte nog een derde trilholte zijn aangebracht. Dit soort klystrons is echter lastig af te stemmen.

## Werking van een reflexklystron

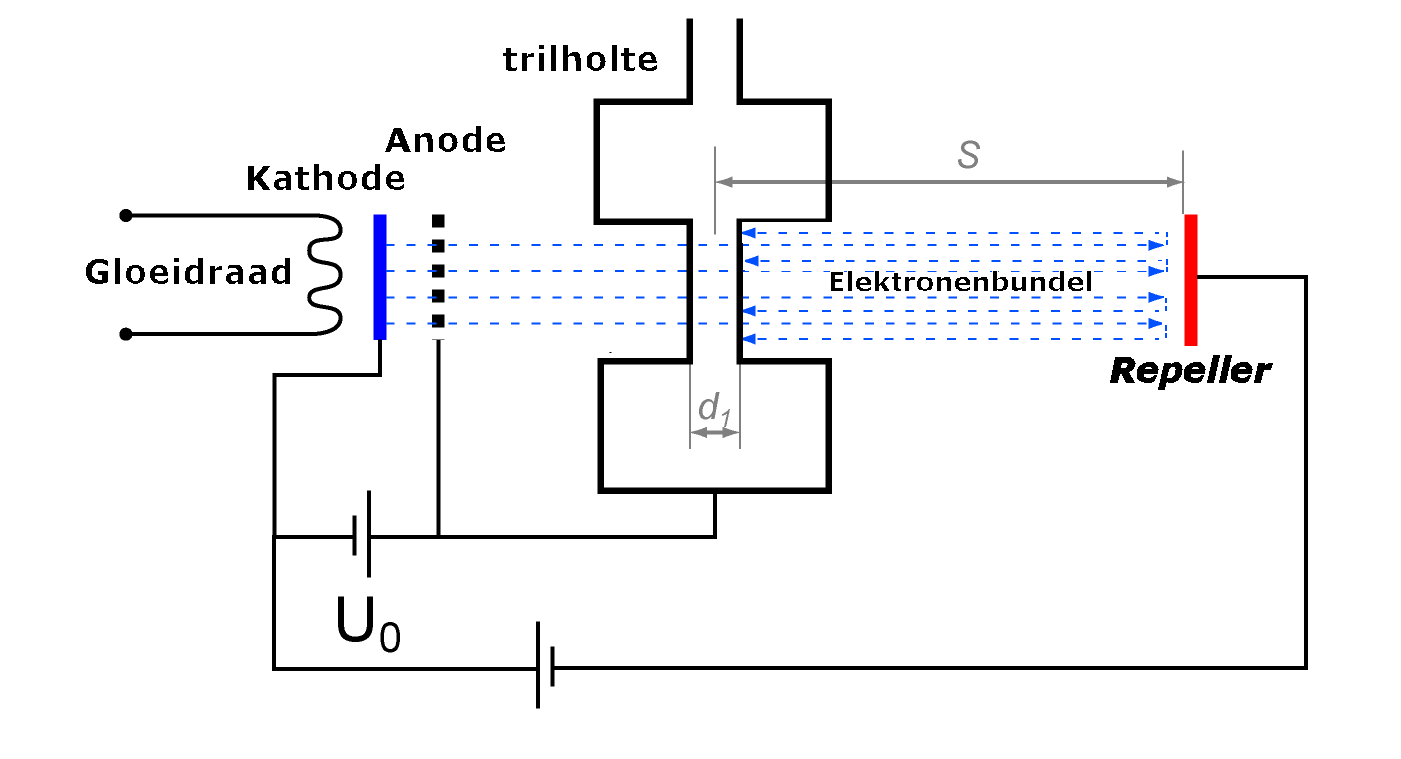
Reflexklystron

In een reflexklystron is slechts één trilholte aanwezig. De elektronenbundel wordt eerst versneld, passeert daarna via twee roosters de trilholte en wordt dan met behulp van een negatief geladen elektrode (in het Engels "repeller" genoemd) weer teruggestuurd naar de trilholte. Wanneer de looptijd van de elektronen goed is afgestemd op de frequentie van de trilholte zal een oscillatie optreden. Dit kan bij meerdere spanningen gebeuren, afhankelijk van het feit of de elektronen één, twee of meer perioden in de ruimte tussen de trilholte en de repeller verblijven. Men spreekt over verschillende modi waarin een klystron oscilleert. Door de spanning iets te variëren kan de frequentie van het opgewekte signaal iets worden veranderd.
diode ·
triode ·
tetrode ·
pentode ·
hexode ·
heptode ·
octode ·
enneode

kathodestraalbuis ·
indicatorbuis ·
fotocel ·
fotomultiplicator ·
klystron ·
magnetron ·
lopende-golfbuis ·
geigerteller ·
gasontladingsbuis ·
thyratron ·
kwikdampgelijkrichter ·
ignitron